# Conus burryae
Conus burryae é uma espécie de gastrópode do gênero Conus, pertencente à família Conidae.